# Rokytnice nad Rokytnou
Rokytnice nad Rokytnou (in tedesco Roketnice) è un comune mercato della Repubblica Ceca facente parte del distretto di Třebíč, nella regione di Vysočina.